# Claudiu Bumba
Claudiu Vasile Bumba (Baia Mare, 5 januari 1994) is een Roemeens voetballer die bij voorkeur als offensieve middenvelder speelt. Hij tekende in september 2017 een contract tot medio 2018 bij Concordia Chiajna, dat hem transfervrij overnam van Dinamo Boekarest, waar hij een maand eerder was vertrokken.

## Clubcarrière
Bumba maakte zeven doelpunten in 27 competitiewedstrijden voor Baia Mare, de club uit zijn geboortestad. In 2011 trok hij naar ASA Târgu Mureș, dat hem tijdens het seizoen 2012/13 verhuurde aan AS Roma, waar hij uitkwam in het beloftenelftal. In totaal maakte de aanvallend ingestelde middenvelder vijftien doelpunten in 81 competitiewedstrijden voor ASA Târgu Mureș. In 2015 werd Bumba verkocht voor circa €650.000,- aan het Israëlische Hapoel Tel Aviv.
In februari 2017 keerde Bumba terug naar Roemenië en ging hij aan de slag bij Dinamo Boekarest. Vanwege een gebrek aan speeltijd nam hij eind augustus afscheid van de club, waarna hij een maand later tot het einde van het seizoen 2017/18 tekende bij Concordia Chiajna.

## Interlandcarrière
Op 27 januari 2012 debuteerde Bumba voor Roemenië in een vriendschappelijke interland tegen Turkmenistan. Hij viel na 79 minuten in voor Cristian Tănase. Op 14 februari 2015 mocht Bumbă voor het eerst in de basiself starten in de oefeninterland tegen Moldavië.